# Pražman bahamský
Pražman bahamský (Calamus pennatula) je paprskoploutvá ryba z čeledi mořanovití (Sparidae).
Druh byl popsán roku 1868 ichtyologem Alphonsem Guichenotem.

## Popis a výskyt
Maximální délka ryby je 37 cm.
Oválné a zploštělé tělo stříbřité barvy se šupinami s modrozelenou skvrnou. Obdélníková modrá skvrna za okem. Modré a žluté vodorovné čáry pod očima. Jasně modrý pruh a oranžová skvrna na bázi prsní ploutve.
Byla nalezena ve vodách západního Atlantiku: od Baham po Brazílii, zahrnující jižní část Mexického zálivu a Karibik.